# Очаровательный листолаз
Очарова́тельный листола́з (лат. Phyllobates lugubris) — вид бесхвостых амфибий рода листолазов (Phyllobates) семейства древолазов (Dendrobatidae).

## Описание
Кожа на спине, верхней части конечностей и нижней части бедра имеет слегка зернистую структуру. На нижней части конечностей и животе кожа гладкая. Голова шире груди, с боковыми ноздрями. Первый палец длиннее, чем второй, перепонок между пальцами нет. Длина тела самцов 21 мм, самок — 24 мм. У самцов развиваются тёмные брачные мозоли на внутренней стороне большого пальца и имеются более сильные предплечья, чем у самок.
Цвет тела чёрный. С обеих сторон тела проходит полоса бледно-жёлтого, ярко-оранжевого, золотого или бирюзового цвета. Тонкая яркая бирюзовая или белая полоса идет от кончика морды под глазами вдоль верхней губы. Верхняя сторона ноги в продольных полосах, с более или менее мраморным рисунком. Горло чисто чёрного цвета. Глаза большие чёрного или тёмно-коричневого цвета.
Длина тела головастика достигает 24 мм, 58 % из которых приходится на хвост. Плавники прозрачные с коричневыми пятнами.

## Распространение
Встречается в низменных влажных тропических или субтропических лесах, около рек и на плантациях на высоте до 650 м над уровнем моря в странах карибского бассейна — Коста-Рике, Никарагуа и Панаме.

## Яд
Яд относительно слабый по сравнению с родственными видами, содержит до 0,8 мкг батрахотоксина на лягушку.

## Мимикрия
Eleutherodactylus gaigeae имитирует внешний вид Phyllobates lugubris для защиты от хищников, имеет две парные красные полосы по бокам тела, ядом не обладает.